# Брунетовка
Брунетовка (укр. Брунетівка) — село в Старовыжевской поселковой общине Ковельского района Волынской области Украины.
До 2020 года входило в Старовыжевский район.
Код КОАТУУ — 0725084002. Население по переписи 2001 года составляет 327 человек. Почтовый индекс — 44416. Телефонный код — 3346. Занимает площадь 1,867 км².